# Keř

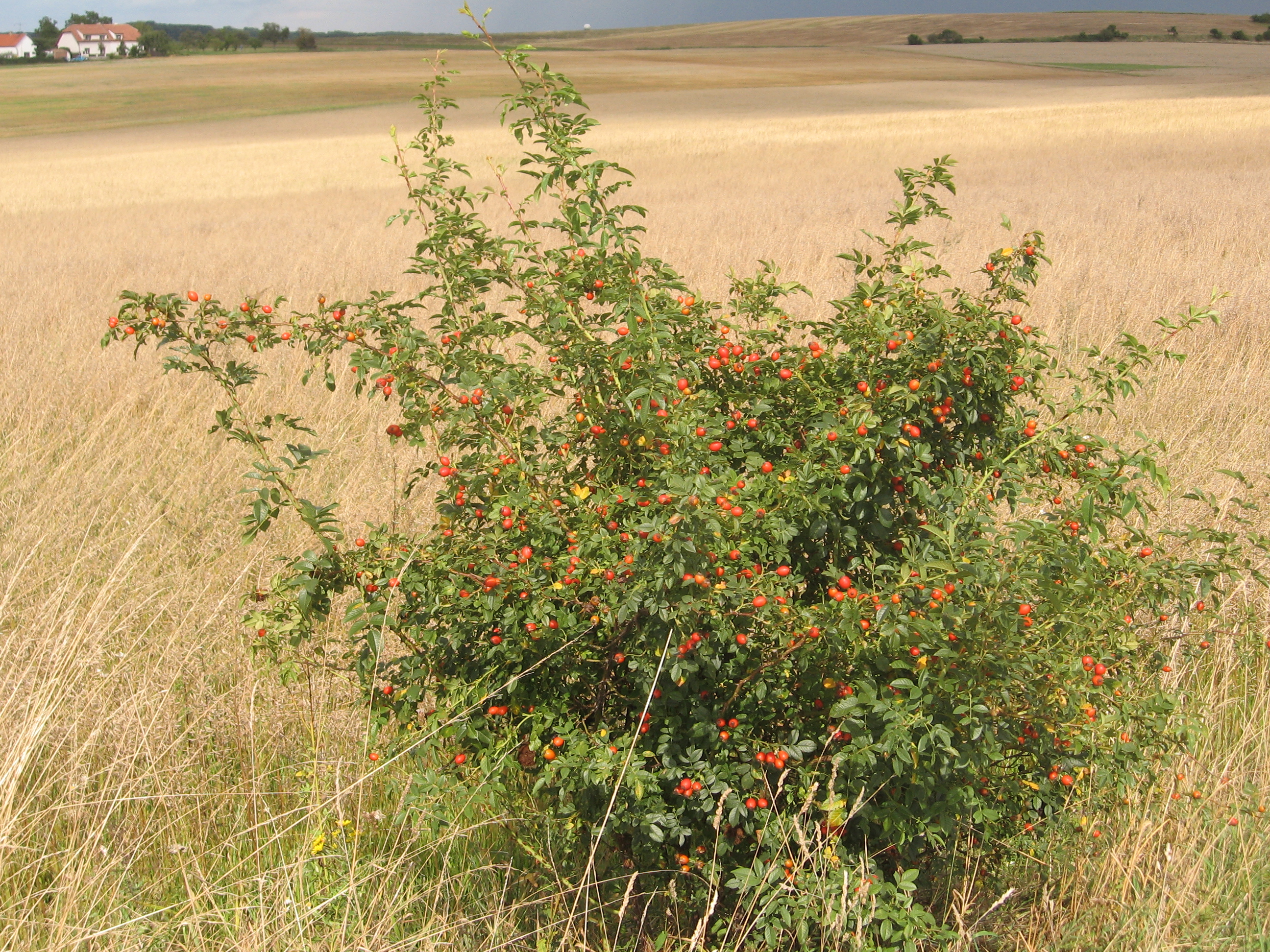
Šípkový keř

Keř je morfologická forma dřevnaté rostliny – fanerofytu, jejíž hlavní odlišností od stromu je absence hlavního kmene. Typicky nízko nad zemí se keře rozdělují do mnoha větví. Keře bývají nižší než stromy a vyšší než trávy a byliny. V ovocnářství jsou keře označením pro ovocné dřeviny bez kmínku. Hranice mezi tvarem keře a stromu je ovšem neostrá a plynulá, nehledě na to, že mnohé druhy dřevin mohou v závislosti na stanovištních podmínkách nabývat jedné i druhé podoby. Velmi drobné keře (například borůvky, vřes) se označují jako keříky (chamaefyty). Od polokeře se odlišuje plně zdřevnatělými větvemi, které nesou obnovovací pupeny.
Větší skupina keřů se označuje jako křovina nebo křoví. Tyto porosty mají nezastupitelné místo v krajině a jsou nezbytné pro mnoho živočichů. Vývojem došlo k adaptaci mnoha živočichů na původní druhy keřů, proto je nutné používat i původní druhy keřů pro výsadby v krajině a zahradách pro zachování biodiverzity. Keře jsou často používány také v parcích, kde bývají používány jako solitéry, k oddělení prostor nebo sestříhávány do různých tvarů v živých plotech.

## Krajinářské a sadovnické využití keřů
Krajinotvorná a estetická funkce různých keřovitých porostů je bohatě využívána v krajinářské a sadovnické tvorbě, pro kterou keře v různých podobách skýtají mnohočetné využití. Ve volné, průchozí krajině jde o nejrůznější aleje, remízky, pozemkové meze a zarůstající agrární valy, často liniového charakteru podél přírodních koridorů a cest. Mohou též zarůstat různé skládky a výsypky nebo se využívat při rekultivačních úpravách krajiny.
Mezi útvary uměle vznikající sadovnickými zásahy člověka patří živé ploty (jehličnaté i listnaté), kulisové či půdopokryvné pasáže plazivých kultivarů, stejně jako i efektní okrasné výsadby nápadně kvetoucích nebo barevně oplistěných parkových solitérů či skupin. K oblíbeným polopřirozeným či přírodu napodobujícím zahradním biotopům patří různá vřesoviště, alpinka nebo zahradní klečoviště. Zahradní jezírka mohou naopak obrůstat pravidelně seřezávané keříky vrb. Významnou hygienickou funkci plní keře i v malých soukromých zahradách, kde se pěstují též drobné ovocné keře jako maliny, rybíz nebo angrešt.
V českých, potažmo středoevropských podmínkách je při výběru sadovnicky vhodných keřů třeba brát do úvahy především jejich nároky na vláhu a světlo, u nepůvodních kultivarů dřevin též jejich odolnost vůči mrazu. Chladné podmínky vyšších poloh dobře snášejí jehličnaté keře (jalovce, tisy), líska, většina svíd nebo vrb; vyloženě teplomilné jsou naopak pestře kvetoucí kultivary exotů, jako jsou šácholany, ibišky, tamaryšky, komule, ptačí zoby či rhododendrony, pouze jako kbelíkové rostliny lze pěstovat středomořské oleandry. Mezi keře odolné vůči suchu různé čimišníky, janovce, štědřenec odvislý nebo i některé růže, dále též druhy introdukované z Mediteránu jako levandule, svatolína, rozmarýn nebo tamaryšek. Některé druhy jsou vápnomilné (například dřín, dřišťál, hlohyně nebo kaliny), jiné naopak silně acidofilní (například hortenzie nebo většina čeledi vřesovcovitých jako vřesovce nebo azalky). K výrazně kvetoucím parkovým solitérám či skupinám patří magnolie, pustoryly, šeříky, zlatice, tavolníky či vzrůstné kultivary sadových růží. Do živých plotů se naopak hodí dřeviny spíše méně vzrůstné, ale bohatě obrážející při řezu, například skalníky, ptačí zob, pámelník bílý nebo zimostráz (Buxus), z jehličnatých keřů nejrůznější cypřišky, jalovce a zeravy.

## Zapěstování ovocného keře
Ovocné keře jsou pěstovány převážně z dřevitých řízků pro nadzemní část se využívají horní tři pupeny. Spodní pupeny se vyslepují. V prvním roce bývají přírůstky krátké. U keře stačí tři základní větve. Pro založení většího počtu výhonu (5) jsou stávající výhony zkracovány z jara v druhém roce po výsadbě. Pět letorostů je upraveno jako korunka stromu. začátkem června zkrátíme nejvyšší letorosty. Sazenice keřů se sklízejí na konci druhého roku po výsadbě řízku. V dobrých vegetačních podmínkách sklízíme sazenice již v prvním roce pěstování. Tyto sazenice jsou však slabší.